# أثر جائحة فيروس كورونا على العلم والتقنية
أثرت جائحة فيروس كورونا 2019–20 على العديد من العلوم، مؤسسات الفضاء والتكنولوجيا ووكالات حكومية حول العالم، مما أدى إلى انتاجية عمل أقل لعدد من المجالات والبرامج.

## الفضاء

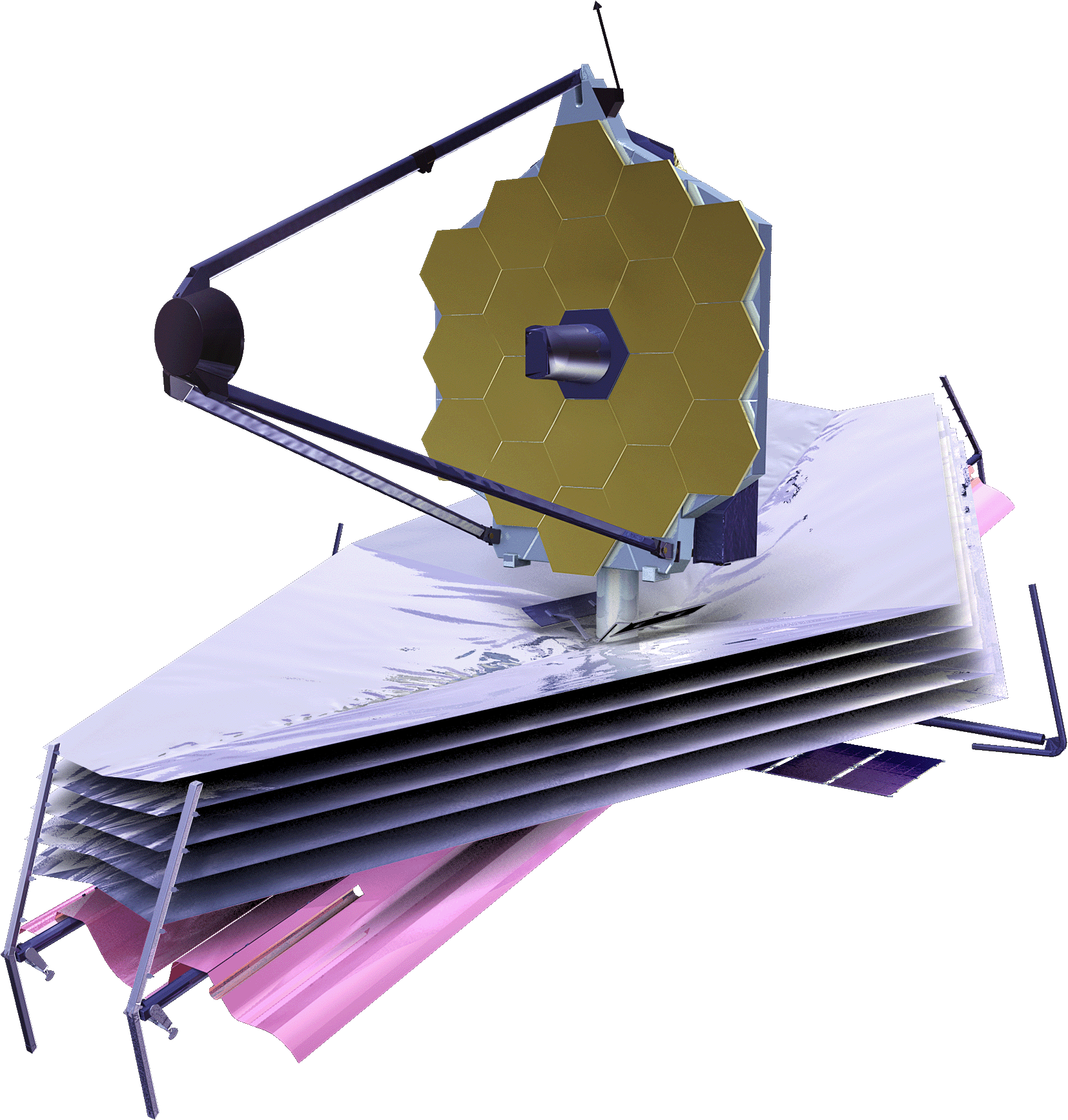
تأخر إطلاق تلسكوب جيمس ويب الفضائي

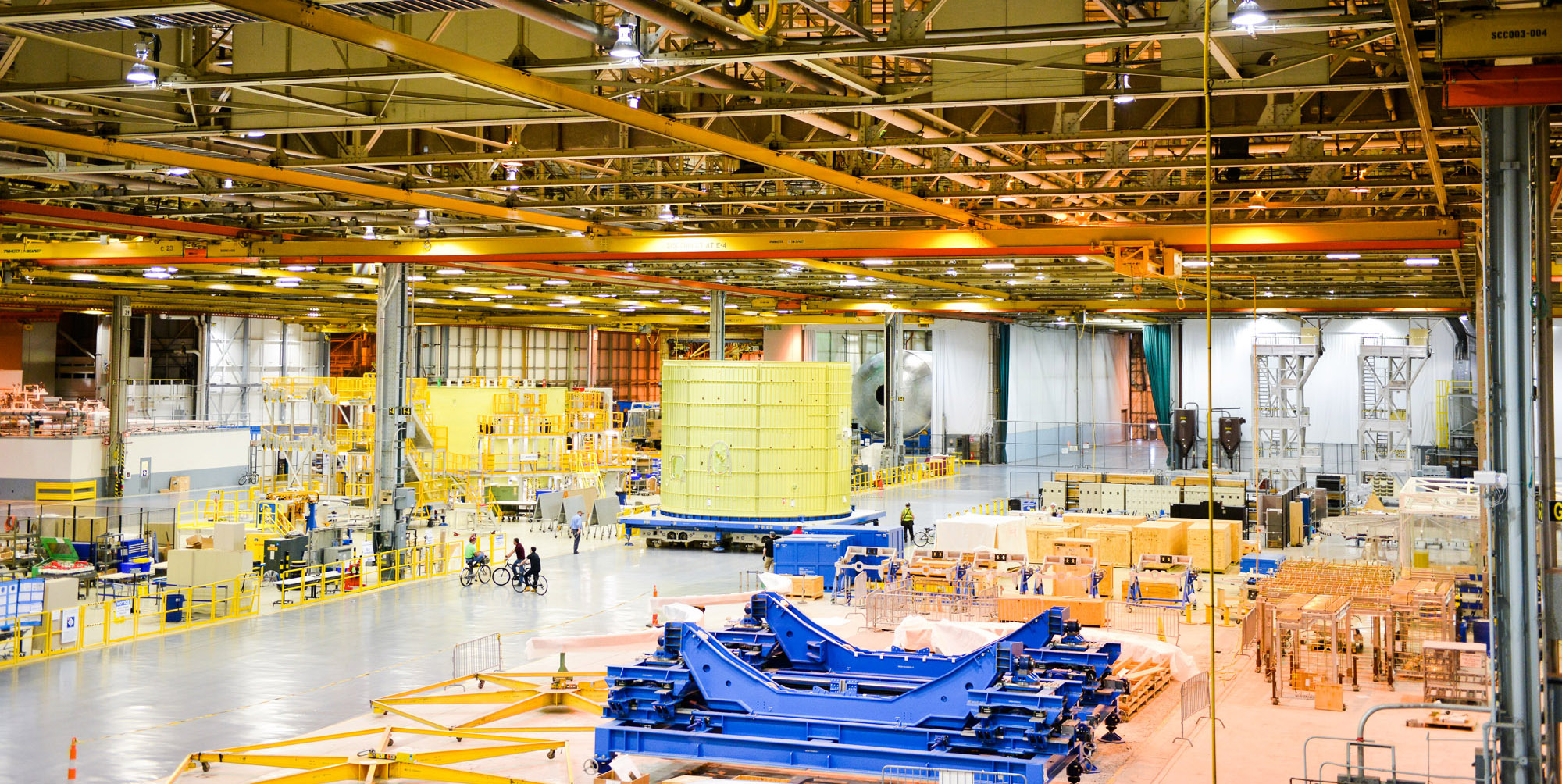
مكونات نظام الإطلاق الفضائي

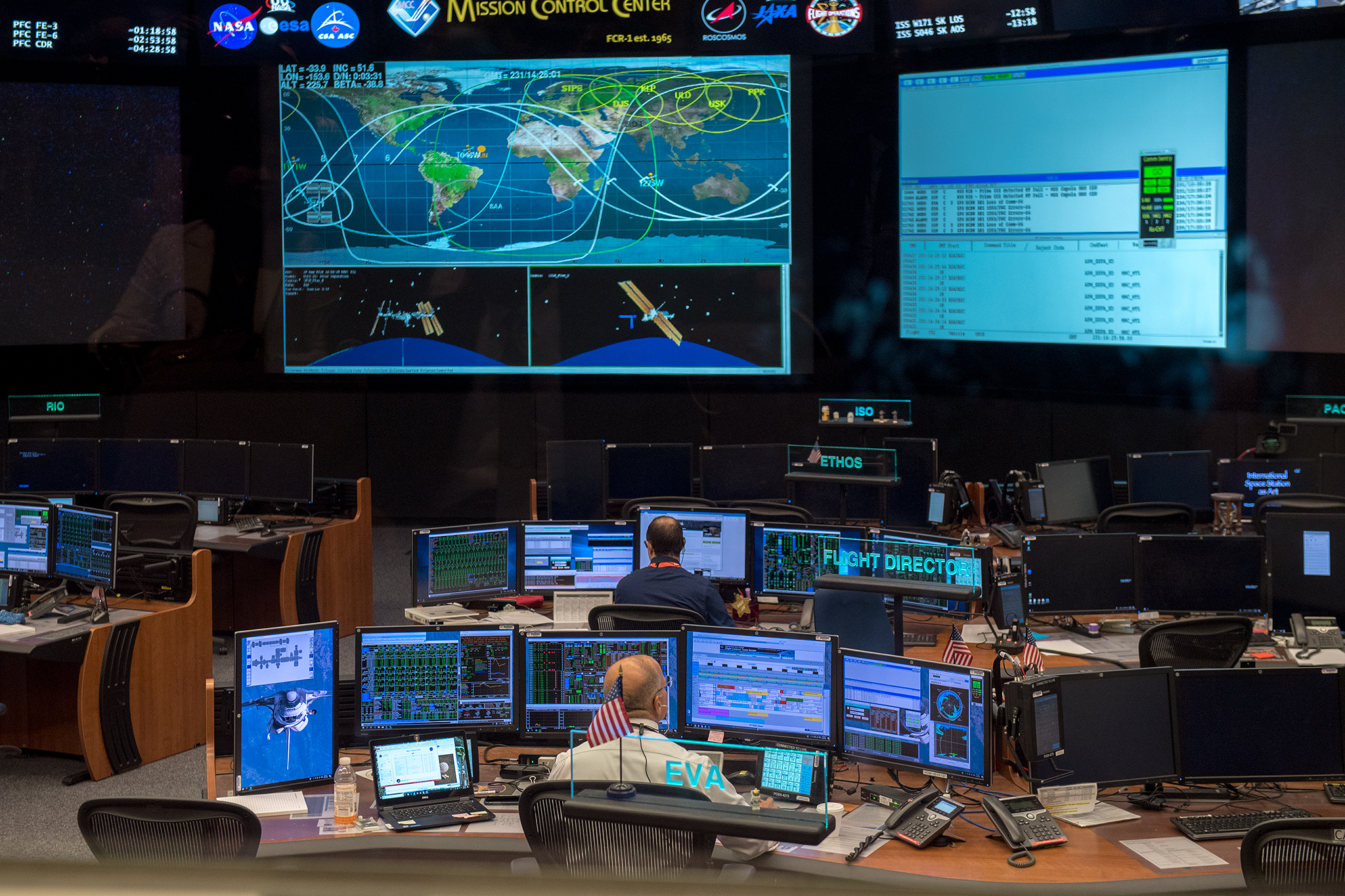
وحدات التحكم الحرجة لبعثة محطة الفضاء الدولية التي تتعامل مع تشغيل المحطة أثناء الجائحة

### الولايات المتحدة
أعلنت وكالة ناسا الاغلاق المؤقت لكافة مجموعات مراكز الزوار الميدانية حتى اشعار آخر، كما اعازت جميع الاشخاص ذوي المراكز غير الحساسة للعمل من المنزل إن امكن. توقف إنتاج وتصنيع نظام الإطلاق إلى الفضاء في منشأة متشود للتجميع، بالإضافة إلى تأخير إضافي لمشروع مقراب جيمس ويب الفضائي.
تم تحويل اغلبية الاشخاص العاملين في مركز جونسون الفضائي إلى أعمال الاتصالات، وتحديد اقامة الاشخاص ذوي المهمات الحساسة العاملين في محطة الفضاء العالمية داخل غرفة تحكم البعثات حتى اشعار آخر. عمليات المحطة لم تتأثر نسبيا، لكن يتم اخضاع رواد العمليات الاستكشافية الفضائية الجدد لفترة حجر صحي أطول وأكثر صرامة.
قد تنوع اطار عمل استجابة الطوارئ لوكالة ناسا بناء على عدد حالات الإصابة بالفيروس المحلية القريبة من مراكز وكالاتها الميدانية. بتاريخ 24 اذار،2020 تم تصنيف المراكز الفضائية التالية تحت المرحلة 4:
•	مركز غلين للابحاث في اوهايو
•	محطة بلام بروك في اوهايو
•	مركز أبحاث الطيران نيل إيه أرمسترونغ
•	منشأة والوبس للطيران في فيرجينيا
•	مؤسسة غودارد لدراسات الفضاء في نيويورك
•	مركز غودارد لرحلات الفضاء في ماريلاند، والذي ابلغ عن أول حالة لموظف نتيجته ايجابية لكوفيد- 19.
ستبقى منشأتين تحت تصنيف المرحلة 4 بعد إبلاغها عن حالتي اصابة كورونا، ألا وهما منشأة متشود للتجميع فور إبلاغها عن أول موظف بنتيجة ايجابية لكوفيد- 19، ومركز ستينيس للفضاء بتسجيل أحد افراد عائلة ناسا كثاني حالة اصابة بالفيروس. سيبقى مركز كينيدي للفضاء تحت تصنيف المرحلة 3، بإصابة واحدة لأحد أفراد القوة العاملة والذي جاءت نتيجته ايجابية ولكن نظرًا لسياسة العمل عن بعد فلم يتواجد الشخص في موقع العمل لأكثر من اسبوع قبيل ظهور الأعراض.
تحت تصنيف المرحلة 4، يخضع كافة الافراد لتطبيق العمل عن بعد، باستثناء اشخاص محدودين مطلوبين لعمل المهمات الأساسية، العناية، والحرص على أمان وسلامة المنشأة.

### الشركات
انهارت شركات فضائية صغيرة مثل بيغلو للفضاء الجوي نتيجة الاجتياح الوبائي. مع بقاء شركات أكبر مثل فضاء اكس وبوينغ غير متأثرة بطريقة ما، بعيدًا عن احتياطات واجراءات السلامة الإضافية لموظفيها لحسر انتشار الفيروس في مكان العمل.

### أوروبا
أعازت وكالة الفضاء الأوروبية (ESA) العديد من القوى العاملة التابعة لمنشآتها العلمية والتكنولوجية العمل عن بعد بقدر المستطاع.
آخر المستجدات، فرض قيود مدعومة من السلطات الوطنية، الإقليمية والمحلية عبر أوروبا مع ظهور أول نتيجة ايجابية لفحص كوفيد-19 بين العاملين في مركز العمليات الفضائية الأوروبي (ESOC)، الأمر الذي اضطر الوكالة إلى فرض قيود إضافية على الاشخاص الموجودين في مكان العمل في مراكز التحكم بالمهمات.
حث رولف دينسينغ- مدير عمليات (ESA) جميع العاملين لتقليل نشاط البعثات العلمية، بالذات السفن الفضائية العابرة بين الكواكب.
إن السفن الفضائية المتأثرة تمكث حاليا في مدارات مستقرة بالإضافة إلى مدة ابتعاث طويلة، لذلك، ايقاف تشغيل أدواتها العلمية ووضعها في تشكيل غير محمي بشكل كبير لفترة من الزمن؛ لن يكون له اثر ملموس على أداء المهمة الكلية.

#### من البعثات المتأثرة
•	كلاستر – بعثة مكونة من اربع مركبات فضائية اطلقت عام 2000، تدور في مدار الأرض للتحقيق في اثر البيئة المغناطيسية لكوكب الأرض وكيف تؤثر عليه الرياح الشمسية (وهي تيار جزيئات مشحونة تصدرها الشمس باستمرار).
•	اكزومارس (مركبة مدارية متعقبة للغاز) – أطلق عام 2016، المركبة ضمن نطاق مدار كوكب المريخ، حيث تقوم بالتحقيق في الغلاف الجوي للكوكب والتزود بالبيانات بتناوب الهابطين على سطحه.
•	ماس اكسبرس – اطلفت عام 2003، لقد كانت هذه المركبة المدارية القوية تعمل على تصوير سطح المريخ ومعاينة غلافه الجوي لأكثر من عقد ونصف.

•	المركبة المدارية الشمسية – أحدث بعثة لوكالة الفضاء الأوروبية، تم اطلاقها في شباط 2020 وهي حاليا في طريقها لعمليات مدارية علمية حول الشمس. 
علق غانتر هاسينغر- مدير العلوم في الوكالة قائلا:«لقد كان قرارًا صعبًا لكنه القرار الصحيح. فسلامة الأشخاص هي أعظم مسؤولياتنا، وأعلم جيدًا أن جميع من في المجال العلمي يتفهم أهميته». 
أيضًا سيسمح التخفيض المؤقت للأشخاص المتواجدين في موقع العمل لفرق مركز (ESOC) بالتركيز على استدامة سلامة المركبات الفضائية لجميع البعثات الأخرى، وتحديدًا، بابي كلومبو مستكشف عطارد، والذي في طريقه الآن إلى أقرب كواكب المجموعة الشمسية للشمس وسيتطلب دعم من موقع العمل بحسب الجدول الزمني لمروره بالأرض تقريبا في 10 نيسان.
عدد صغير جدًا من المهندسين سينفذ مناورة التحدي، والتي ستستخدم الجاذبية الأرضية لتعديل مسار بابي كلومبو أثناء رحلتها باتجاه عطارد، مع مراعاة التباعد الاجتماعي واجراءات الصحة والسلامة المطلوبة للوضع الحالي بين العاملين. التعليق المؤقت لعمليات التفويض والتفتيش الأوّلي التي بدأت خلال الشهر الماضي للأدوات العلمية داخل المركبة المدارية التي تم اطلاقها مؤخرًا.
تتوقع (ESA) استئناف عملياتها في المستقبل القريب، بالتزامن مع تطورات وضع قيروس كورونا. في حين ستكمل المركبة المدراية رحلتها نحو الشمس مع توقع أول مرور لها بجانب كوكب الزهرة في شهر كانون الأول.

### اليابان
بقيت وكالة استكشاف الفضاء اليابانية (JAXA) غير متأثرة بشكل كبير. ولكن تم تعليق الزيارات لجميع مراكزهم الميدانية حتى تاريخ 30 نيسان للتقليل من العدوى.

### العلوم
طوّرت جائحة فيروس كورونا من التواصل العلمي أو أنّها أسّست لأشكال جديدة لهذا التواصل. مثلاً، يتم إصدار الكثير من البيانات من قبل خوادم مسبقة الطباعة وتحليلها على منصات الإنترنت الاجتماعية وأحيانًا على وسائل التواصل قبل دخولها مرحلة التدقيق الرسمي. يقوم العلماء بعملية المراجعة، التحليل والنشر للمخطوطات الكتابية والبيانات بسرعة قياسية وبأعداد هائلة. وقد أدى هذا التواصل المكثف إلى الوصول لمرحلة غير اعتيادية على صعيد التعاون والكفاءة بين العلماء.

#### المختبرات الوطنية المشتركة بين الحكومات
أمرت وزارة الطاقة في الولايات المتحدة المختبرات العلمية الفيدرالية مثل مختبر اوك ريدج الوطني (ORNL) بإغلاق ابوابها امام جميع الزوار والعديد من الموظفين، وأمر العلماء والطاقم الذي يمكن الاستغناء عنهم في الموقع بالعمل من منازلهم إن أمكن. كما ونصحت المقاولين بعزل منشآتهم وطواقمهم إلّا للضرورة. بشكل عام تبقى العمليات الاجمالية في المختبر غير متأثرة نوعًا ما.

وكّلت قوة مهمات فيروس كورونا في البيت الأبيض مختبر لورنس ليفرمور الوطني للاستفادة من قدرة الكمبيوترات الفائقة لديه في أبحاث اضافية حول تيار انتشار الفيروس، الطفرات المحتملة، وعوامل أخرى متعلقة به، بينما يتم تخفيف مؤقت أو إرجاء لباقي المشاريع لأجلٍ غير مسمى.
أغلق المختبر الأوروبي للبيولوجيا الجزيئية (EMBL) جميع مواقعه الستة عبر أوروبا (برشلونة، غرينوبل، هامبرغ، هيدلبيرغ، هينكستون، وروما). طبقت الحكومات المسؤولة عن المختبر اجراءات تحكم شديدة استجابة لأزمة فيروس كورونا. كما تم إلزام طاقم العاملين في (EMBL) لاتباع تعليمات الحكومات المحلية. وقد صُرّح لعدد ضئيل من العاملين للحضور إلى الموقع لتقديم الخدمات الضرورية مثل استدامة المنشآت الخاصة بالحيوانات أو خدمة البيانات. مع الزام باقي الطاقم بالعمل من المنزل. كما وأعلن المختبر عن الغاء جميع الزيارات للمواقع لغير العاملين. بما يتضمن المشاركة والحضور الشخصي للبرامج التعليمية والمؤتمرات في مدينة هيدلبيرغ، الدورات التدريبية في المعهد الأوروبي للمعلوماتية الحيوية (EBI)، وباقي جميع جلسات المناقشة، المساقات التعليمية والزيارات العامة في كافة المواقع. في هذه الأثناء يعمل المعهد الأوروبي للمعلوماتية الحيوية (EBI) على إنشاء منصة بيانات اوروربية لتبادل البيانات والمعلومات حول كوفيد-19 . وهدفها هو الجمع والمشاركة السريعة لبيانات الأبحاث المتاحة لتعزيز التعاون، التزود والمشاركة التبادلية واستخدام مجموعات البيانات المتنوعة بدرجات متفاوتة من تجميع، مصادقة وكمال لتلك البيانات. يُصوّر لهذه المنصة بأن تحتوي على مكونين متصلين، الأول هو محور البيانات SARS-CoV2 والذي سينظم مجرى البيانات التسلسلي لانتشار SARS-CoV2 بالإضافة إلى تزويد مشاركة مفتوحة شاملة للبيانات لمجتمعات البحث الاوروربية والعالمية، والثاني هو بوابة أوسع لكوفيد-19.

### وسائل الاتصالات
تسبب فيروس كورونا بضغط كبير على سير شبكة الإنترنت، بازدياد استخدام بيانات الاتصال 60% و 50% لشبكة مجموعة BT وشبكة فودافون على التوالي. في حين تبنّت كل من نتفليكس، ديزني بلس، جوجل، امازون ويوتيوب فكرة تقليل جودة الفيديوهات تفاديًا للحمل الزائد. بينما قامت سوني بتقليل سرعة تحميل ألعاب بلايستيشن في أوروبا للبقاء على مستوى سير الشبكة.
أبلغ مزودوا خدمات الهاتف الخلوي في المناطق البرية في الصين عن انخفاض ملحوظ في عدد المشتركين، جزئيًّا بسبب عدم قدرة العاملين المهاجرين على العودة إلى اعمالهم نتيجة الحجر الصحي؛ فقد لاحظت شركة تشاينا موبايل انخفاض نحو 8 ملايين اشتراك، في حين واجهت شركة تشاينا يونيكوم انخفاض 7.8 مليون اشتراك، أمّا شركة تشاينا تيليكوم فقد خسرت 5.6 مليون مستخدم.

## عقد مؤتمرات عن بعد في جائحة فيروس كورونا لعام 20-2019
تأثير فيروس كورونا على المؤتمرات عن بعد هو جزء من تأثيره على استخدام الإنترنت وكبديل للأحداث الملغاة وكذلك على تجمعات العمل اليومية والاتصالات الإجتماعية. شهدت شركات عقد المؤتمرات عن بعد مثل زوم لإتصالات الفيديو ودينغ توك زيادة حادة في الاستخدام، مصحوبة بمشاكل فنية مرافقة مثل اكتظاظ عرض النطاق الترددي والمشكلات الإجتماعية مثل زومبو بومبينج .
عقدت ساعات سعيدة إفتراضية باستخدام التكنولوجيا خلال الوقت في الحجر الصحي وحتى حفلات الرقص الإفتراضية.